# جلال السناني
جلال السناني (1986-) هو لاعب كرة قدم عماني، يلعب لنادي قريات في دوري الدرجة الثانية العماني.

## مسيرته الدولية
يعد جلال أحد لاعبي الفريق الأول لمنتخب عمان لكرة القدم الشاطئية، وتم اختياره للمنتخب الوطني لأول مرة في عام 2011. كما ظهر في دورة الألعاب الآسيوية الشاطئية لعام 2010، 2012، 2014.
ففي عام 2010 التي أقيمت في مسقط، سجل السناني هدفين في فوز المنتخب العماني 7-2 على سوريا، وهدفين آخرين في فوز المنتخب الكويتي 6-4 وهدفين آخرين في فوز المنتخب الأندونيسي 9-4، مما ساعد فريقه على التأهل إلى ربع النهائي ورفع رصيده إلى 6 أهداف. واحتل المنتخب العماني المركز الثاني في البطولة حيث خسر بركلات الترجيح أمام الإمارات العربية المتحدة بعد انتهاء المباراة بالتعادل 2-2 بعد الوقت الإضافي. وفي دورة الألعاب الآسيوية الشاطئية 2012 التي أقيمت في هاييانغ بالصين، سجل هدفين، أحدهما في الفوز 5-1 على العراق والآخر في الخسارة 4-3 أمام فلسطين في ربع نهائي نسخة 2012. أما في دورة الألعاب الآسيوية الشاطئية 2014 التي أقيمت في تايلاند، سجل 4 أهداف، واحد في فوز 5-1 على منتخب إيران لكرة القدم الشاطئية وثلاثية في التعادل 4-4 ضد الصين والتي فازت بها عمان في النهاية 3-2 بركلات الترجيح وحصلت على المركز الخامس في البطولة.
كما ظهر السناني في بطولة آسيا لكرة القدم الشاطئية في 2011، و2013. ففي نسخة 2011، التي أقيمت في مسقط، سجل 5 أهداف، هدفين في فوز 8-6 على الكويت، وهدفين في فوز 5-2 على سوريا في الدور نصف النهائي وهدف آخر في التعادل 2-2 ضد منتخب إيران لكرة القدم الشاطئية والذي فازت به عمان في النهاية 1-0 بركلات الترجيح حيث سجل جلال من نقطة الجزاء لصالح الفريق المضيف. كما حصلت عمان على المركز الثاني في البطولة حيث خسرت 1-2 أمام منتخبات آسيا الثقيلة وحاملة اللقب اليابان. أما في نسخة 2013 التي أقيمت في الدوحة، سجل 4 أهداف، واحد في الفوز 7-0 على أفغانستان وثلاثية في الفوز 6-3 على فلسطين في مباراة تحديد المركز الخامس.
بالإضافة إلى أنه شارك في 3 مباريات وسجل 3 أهداف في كأس العالم لكرة القدم الشاطئية 2011. فسجل هدفه الأول فيها في خسارة 3-1 أمام الأرجنتين في المباراة الافتتاحية للمجموعة الثانية في البطولة. وكان هذا أول هدف لسلطنة عمان في كأس العالم حيث سجل أمام حشد من 3000 شخص في ملعب ديل ماري، إيطاليا. ثم سجل هدفين في مباراة أخرى في المجموعة في خسارة 3-4 أمام السلفادور.

## روابط خارجية
- جلال السناني على موقع الاتحاد الدولي (مؤرشف)  (الإنجليزية)
- جلال السناني على موقع كووورة